# Còlit de Hume
El còlit de Hume (Oenanthe albonigra) és una espècie d'ocell de la família dels muscicàpids (Muscicapidae) que habita turons rocosos, barrancs i valls de muntanya d'Àsia Occidental, localment a la Península Aràbiga, nord d'Iraq, centre i sud de l'Iran, sud de l'Afganistan i Pakistan.
El nom específic de Hume fa referència a l'ornitòleg Allan Octavian Hume.